# Антипов, Артём Сергеевич
Артём Сергеевич Антипов (род. 24 мая 1994, Усть-Каменогорск) — казахстанский, российский хоккеист, нападающий хоккейного клуба «Зауралье» (Курган).

## Биография
Сын казахстанского хоккеиста Сергея Антипова. Воспитанник «Торпедо» Усть-Каменогорск. В юношеском возрасте переехал с семьей в Россию, играл в школе омского «Авангарда». В сезоне 2010/11 — в юниорской команде «Портленд Пайретс» (Сако, Мэн, США).
На драфте юниоров КХЛ 2011 года был выбран под 70 номером клубом «Сибирь». Сезон 2011/12 начал в команде МХЛ «Сибирские снайперы». 11 января 2021 года перешёл в систему новокузнецкого «Металлурга» и два с половиной сезона отыграл за фарм-клуб «Кузнецкие медведи» в МХЛ. Сезон 2014/15 отыграл в МХЛ за МХК «Динамо» СПб. Перед сезоном 2015/16 перешёл в ЦСКА. Пять сезонов отыграл за фарм-клуб «Звезда» в ВХЛ; в КХЛ провёл семь матчей. В 2020 году перешёл в клуб ВХЛ «Югра» Ханты-Мансийск, с которым стал по итогам сезона чемпионом. 4 мая 2022 года заключил двусторонний однолетний контракт с «Амуром», играл в предсезонных матчах, но провёл сезон в «Югре». В июле 2023 года перешёл в команду ВХЛ «Динамо» СПб, но, сыграв на предсезонных турнирах, 12 сентября пеершёл в клуб чемпионата Белоруссии «Металлург» Жлобин.